# ساسابه (آریزونا)
ساسابه (به انگلیسی: Sasabe) یک منطقهٔ مسکونی در ایالات متحده آمریکا است که در آریزونا واقع شده‌است. ساسابه ۱٬۰۷۸ متر بالاتر از سطح دریا واقع شده‌است.